# Razak Omotoyossi
Razak Omotoyossi (Lagos el 8 d'octubre del 1985 - 19 d'agost del 2025) és un futbolista professional beninès que jugava com a davanter en equips com el Sheriff o el Metz.

## Clubs
| Club                | Pais           | Any       |
| ------------------- | -------------- | --------- |
| FC Sheriff Tiraspol | Moldàvia       | 2004-2007 |
| Helsingborgs IF     | Suècia         | 2007-2008 |
| Al-Nassr            | Aràbia Saudita | 2008-2009 |
| FC Metz             | França         | 2009-2010 |
| GAIS Göteborg       | Suècia         | 2011      |
| Syrianska FC        | Suècia         | 2011      |
| Zamalek             | Egipte         | 2011-2013 |
| Kahramanmarasspor   | Turquia        | 2014      |
| Kenitra             | Marroc         | 2014      |
| OC Safi             | Marroc         | 2015      |
| Al-Nahda            | Aràbia Saudita | 2015      |
| Accra Hearts of Oak | Ghana          | 2016-2017 |
| USS Kraké           | Benín          | 2019      |
| JA Pobé             | Benín          | 2019-     |